# Тісян-Бьолькьойдьорьо
Тіся́н-Бьолькьойдьорьо́ (рос. Тисян-Бёлькёйдёрё) — група невеликих островів в Оленьоцькій затоці моря Лаптєвих. Територіально відноситься до Якутії, Росія.
Розташовані в центрі затоки, в дельті річки Оленьок. Знаходяться між затокою Джангилак-Тонголого на сході та островами Тігян-Арита на півдні, Тігян-Беттіємете на півночі і Биликтах-Арита на заході. Вкриті болотами чи пісками. На сході оточені мілинами.
| Росія | Це незавершена стаття з географії Росії. Ви можете допомогти проєкту, виправивши або дописавши її. |